# Fuchszecke
Die Fuchszecke (Ixodes canisuga) ist eine Zeckenart aus der Gattung Ixodes innerhalb der Familie der Schildzecken (Ixodidae).

## Merkmale

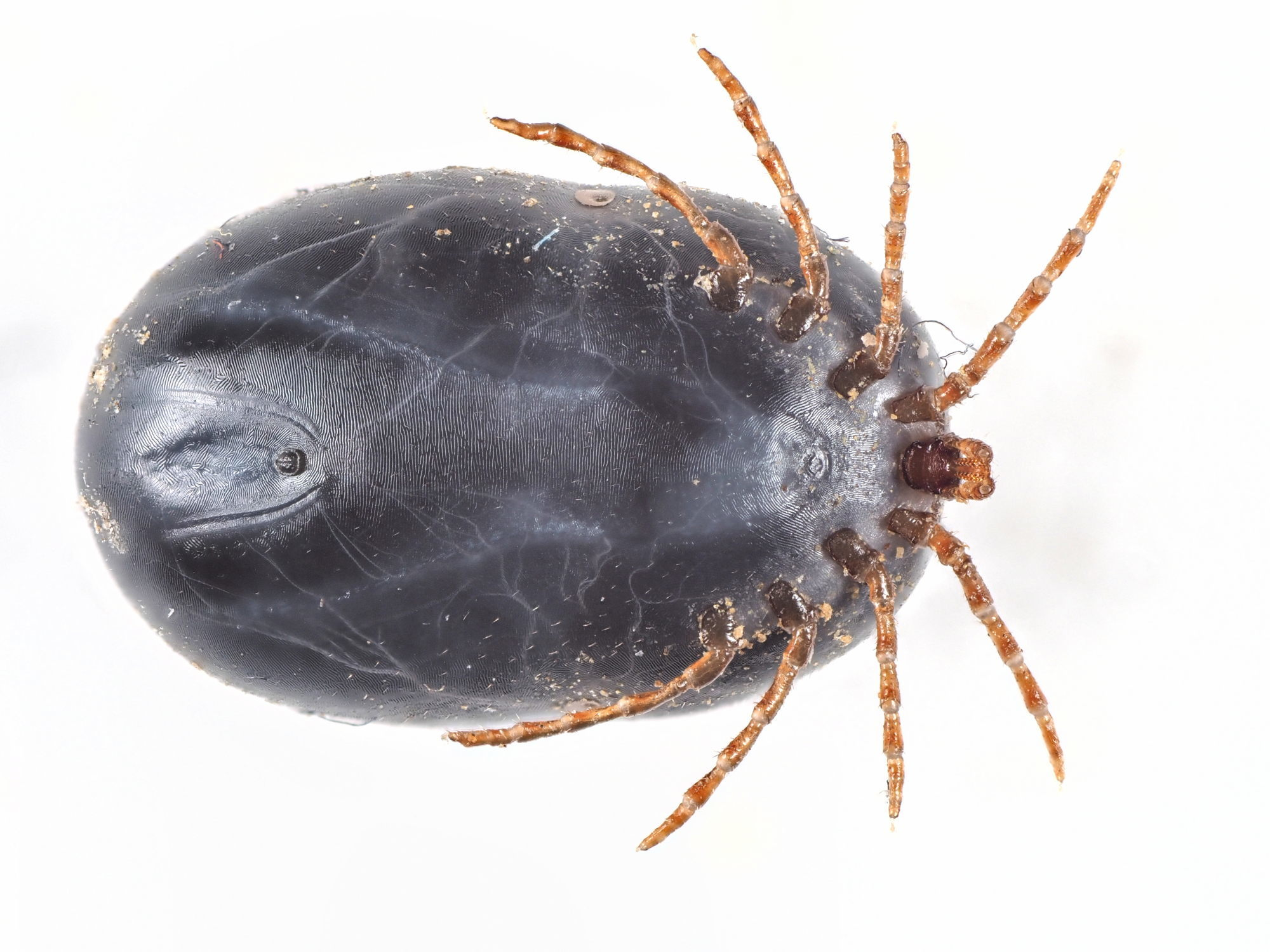
Ventralansicht einer Fuchszecke

Schild (Skutum), Gnathosoma und Beine der Art sind kastanienbraun, der übrige Körper gelblich gefärbt. Die weiblichen Tiere erreichen etwa 2,8 bis 3,2 Millimeter, der herzförmige Schild der Weibchen etwa 1,1 Millimeter Länge. Männchen sind kleiner und maximal etwa 2 Millimeter lang. Die Taster (Pedipalpen) sind in beiden Geschlechtern massiv und vorn keulenförmig abgerundet. Auf die Spitze des Hypostoms ist abgerundet, nicht abgeplattet oder schwach ausgerandet. 
Die Zecke ähnelt in ihrem Aussehen dem Holzbock (Ixodes ricinus). Sie ist von diesem, und allen anderen Arten der Untergattung Ixodes, daran zu unterscheiden, dass an den Hüften (Coxen) der Beinglieder kein Außendorn vorhanden ist. Außerdem ist, wie bei der nahe verwandten Igelzecke, das letzte Beinglied (Tarsus) des ersten Beinpaares zur Spitze hin abrupt verschmälert, davor sitzt ein deutlich abgesetzter, kleiner Höcker. Die sehr ähnliche Igelzecke (Ixodes hexagonus), mit der die Art oft am gleichen Wirt angetroffen werden kann, ist grob an der unterschiedlichen Form des Schilds (bei dieser: sechseckig) zu unterscheiden. Eine sichere Unterscheidung ermöglichen aber nur die Coxen des ersten Beinpaars, diese tragen bei Ixodes canisuga auf der Innenseite keinen Dorn.

## Biologie und Lebensweise
Wichtigster Wirt der Art ist der Rotfuchs (Vulpes vulpes). Außerdem kommt sie an anderen Carnivora wie Europäischer Iltis (Mustela putorius), Steinmarder (Martes foina) und Dachs (Meles meles) vor, seltener werden andere Raubtiere angegeben, in England etwa auch Amerikanischer Nerz (Mustela vison). Sie befällt auch häufig und regelmäßig Haushunde und, viel seltener, Hauskatzen. Bei einer Untersuchung in Thüringen waren von 1286 untersuchten Füchsen etwa drei Viertel von Zecken befallen, davon war bei den geschlechtsreifen Zecken Ixodes canisuga nach Ixodes ricinus die zweithäufigste Art. Bei den Nymphen war hingegen Ixodes canisuga am häufigsten. Tiere konnten fast ganzjährig auf dem Wirt gefunden werden, die Infektionsrate war im Winterhalbjahr etwas höher als im Sommer. Männchen wurden nur selten auf dem Wirt gefunden, dies ist ein Hinweis darauf, dass die Paarung nicht auf dem Wirt erfolgt.
Die Fuchszecke pflanzt sich ausschließlich bei Arten fort, die Erdhöhlen anlegen oder bewohnen, sie scheint an diese Bauten in ihrer Lebensweise gebunden, also eine nestbewohnende oder nidicole Zeckenart. Sonst ist wenig über ihre Biologie und Lebensweise bekannt. Die Art ist bekanntermaßen Wirt der Krankheitserreger Borrelia burgdorferi, des Erregers der Borreliose, und der Babesie Babesia missiroli.

## Verbreitung
Die Art ist über große Teile des westlichen Europas verbreitet, Nachweise liegen aus Portugal, Spanien, Frankreich, der Schweiz, Deutschland, Ungarn, Großbritannien, Irland, Belgien und Luxemburg vor. In Deutschland ist sie überall zu erwarten.

## Taxonomie und Systematik
Die Fuchszecke gehört zur Untergattung Pholeoixodes der Gattung Ixodes, einer taxonomisch schwierigen Gruppe. Zahlreiche der beschriebenen Arten, insbesondere derjenigen des deutschen Forschers Paul Schulze, wurden in den vergangenen Jahren synonymisiert, daher ist bei vielen älteren Artangaben unsicher, auf welche Art sie sich beziehen. Als Synonyme werden angegeben Ixodes autumnalis, Ixodes barbarossae, Ixodes latirostris, Ixodes melicola, Ixodes sciuricola, Ixodes vulpicola, Ixodes vulpinus pro parte, Ixodes vulpis. Einige Autoren betrachten Ixodes canisuga selbst als ein Synonym von Ixodes crenulatus, diese Ansicht hat sich aber nicht durchgesetzt.